# Jóás júdai király
Jóás, más írásmóddal Joás, Jehoás, (héberül: יְהֹואָשׁ / Yəhôʾāš ['az Úr adta'], görögül: Ιωας, latinul: Joas), (Kr. e. 843 k. – Kr. e. 797) Júda királya Kr. e. 836-tól Kr. e. 797-ig.
Áházia király fiaként született. Amikor nagyanyja, Atália kiirtotta férjének és fiának minden leszármazottját, hogy a trónt megkaparintsa, a 3 éves Joást nagynénje, Josába megmentette, és férjével, Jójáda főpappal együtt titokban, saját fiukként nevelték fel a Templomban. 6 év múltán a főpapnak sikerült félreállítania a zsarnok királynőt, és a gyermeket megkoronáztatnia. Ifjabb korában Joás a Templom és az igaz kultusz ügyeiben nagy buzgalmat tanúsított, de ez Jójáda halála után alábbhagyott, s utóbb az ő parancsára (vagy jóváhagyásával) ölték meg a főpap fiát, Zakariást. Az arámok ellen viselt háborúját Joás elvesztette, s a Templom kincstárából fizette ki a hadisarcot; főemberei ekkor ellene fordultak, és megölték.